# Alexandre Moret

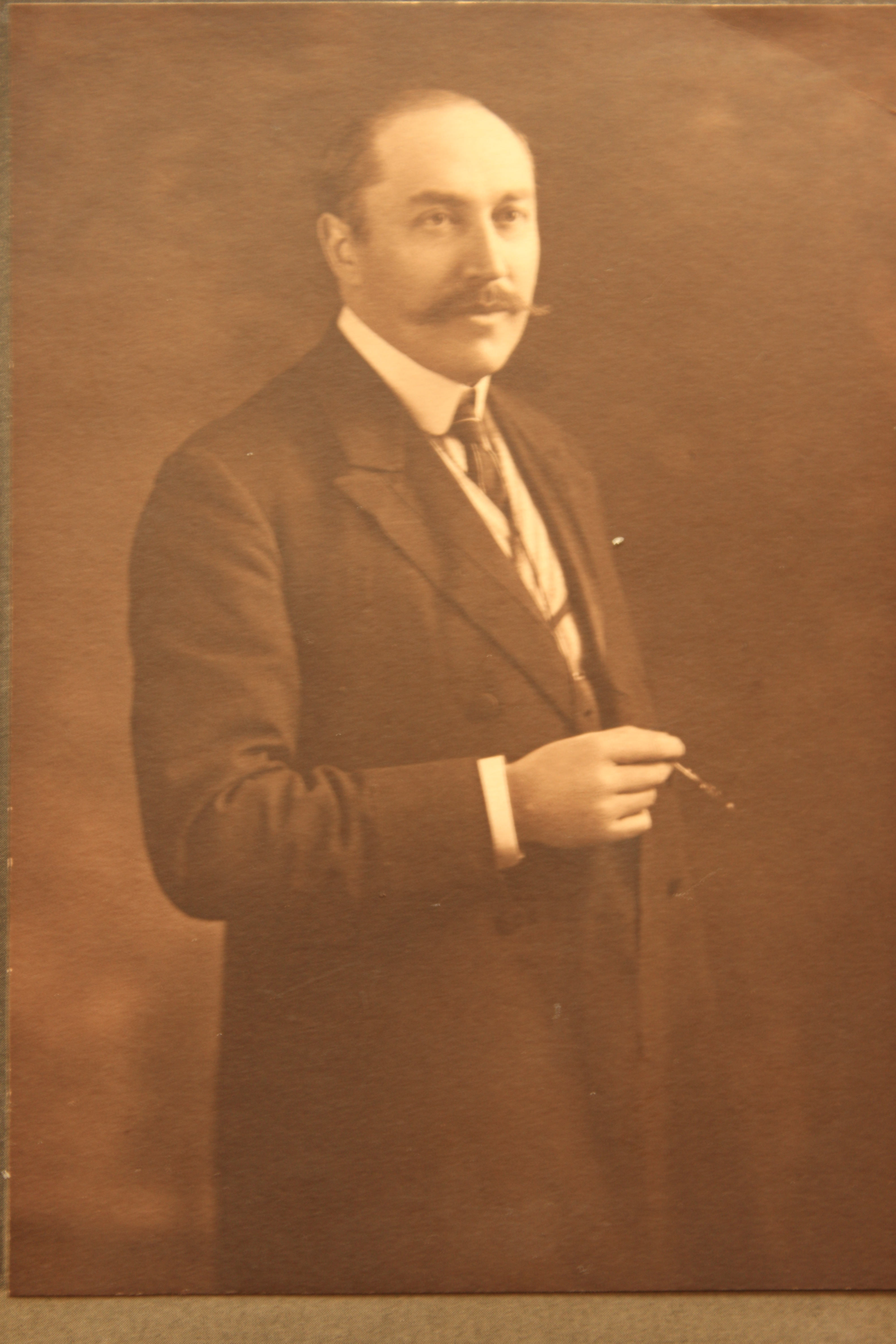
Alexandre Moret

Alexandre Moret (* 19. September 1868 in Aix-les-Bains, Département Savoie; † 2. Februar 1938 in Paris) war ein französischer Ägyptologe.
Moret war der Sohn eines Notars aus Savoyen, das 1860 zu Frankreich kam. Nach seinen Studien bei Victor Loret in Lyon bestand er 1893 die Agrégation (Lehrbefugnis für höhere Schulen) im Fach Geschichte und Geographie. Von 1894 bis 1897 setzte er seine Studien an der École pratique des hautes études (EPHE) in Paris bei Gaston Maspero fort. Anschließend lehrte er als Maître de conférences für Ägyptologie in Lyon und ab 1899 als Lehrbeauftragter an der EPHE. Mit Arbeiten über den religiösen Charakter des pharaonischen Königtums sowie den König Bakenrenef (Bocchoris) erwarb er 1903 an der Universität Paris das doctorat ès lettres.
Moret wurde 1905 als Directeur d’études (entspricht einem Professor) für ägyptische Archäologie und Altertumskunde in der historisch-philologischen (IV.) Sektion der École pratique des hautes études berufen. Daneben wirkte er als stellvertretender Konservator und von 1906 bis 1923 als Konservator am Musée Guimet. 1918 wechselte er als Nachfolger Émile Amélineaus auf den Lehrstuhl für ägyptische Religionen in der religionswissenschaftlichen (V.) Sektion der EPHE, den er bis zu seinem Tod innehatte. Ab 1935 war er Präsident der V. Sektion der EPHE. Daneben hielt er ab 1921 Vorlesungen an der Sorbonne und hatte von 1923 bis 1938 Professur für Ägyptologie am Collège de France inne.
Er beschäftigte sich mit verschiedenen Aspekten des pharaonischen Ägyptens, der ägyptischen Religion und Magie, Geschichte der Rechts- und Verwaltungsinstitutionen, Archäologie, der ägyptische Sprache, Philologie und Epigraphie, Chronologie, Museographie, sowie auch mit Geschichte und Zivilisation des alten Orients. Moret gilt als eine prägende Persönlichkeit der französischen Ägyptologie seiner Zeit. 1926 wurde er zum Mitglied der Académie des Inscriptions et Belles-Lettres gewählt. Von 1927 bis 1938 war Moret Präsident der Französischen Gesellschaft für Ägyptologie (SFE). Daneben war er Mitglied des Institut d’Égypte und der Brasilianischen Akademie der Wissenschaften. Er wurde 1921 als Ritter und 1930 als Offizier der Ehrenlegion ausgezeichnet. Die Freie Universität Brüssel und Universität Oxford verliehen ihm die Ehrendoktorwürde. Außerdem erhielt er den belgischen Kronenorden in der Klasse Kommandeur.

## Schriften (Auswahl)
- L’Appel au roi en Égypte au temps des pharaons et des Ptolémées. In: Actes du Dixième Congrés International des Orientalistes. Session de Genève. 1894. Quatrième Partie. Section IV: Égypte et Langues Africaines. Brill, Leiden 1897, S. 139–165.
- La Condition des féaux en Égypte, dans les famille, dans la societé, dans la vie d’outre-tombe.
  - (1): In: Recueil de Travaux Relatifs à la Philologie et à l’Archéologie Égyptiennes et assyriennes. Pour Servir de bulletin à la Mission Française du Caire. Band 19, Nr. 1/2, 1897, S. 112–120, doi:10.11588/diglit.12159.16;
  - (2): In: Recueil de Travaux Relatifs à la Philologie et à l’Archéologie Égyptiennes et assyriennes. Pour Servir de bulletin à la Mission Française du Caire. Band 19, Nr. 2/3, 1897, S. 121–148, doi:10.11588/diglit.12159.18.
- Un Procès de famille sous la XIXe dynastie. In: Zeitschrift für Ägyptische Sprache und Altertumskunde. Band 39, 1901, S. 11–39, doi:10.1524/zaes.1901.39.jg.11.
- Du caractère religieux de la royauté pharaonique. Leroux, Paris 1902, (Digitalisat; Paris, Université de Paris, Dissertation, 1902).
- Le rituel de culte divin journalier en Égypte. D’après les papyrus de Berlin et les textes du temple de Séti Ier, à Abydos (= Annales du Musée Guimet. Bibliothèque d’études. Band 14, ZDB-ID 418579-1). Leroux, Paris 1902, (Digitalisat).
- Au temps des pharaons. Colin, Paris 1908, (Digitalisat).
- Rois et dieux d'égypte. Colin, Paris 1911, (Digitalisat).
- Mystères égyptiens. Colin, Paris 1913, (Digitalisat).
- mit Georges Davy: Des clans aux empires. L’organisation sociale chez les primitifs et dans l’Orient ancien (= L’Évolution de l’humanité. Synthèse collective. Section 1, 6). La Renaissance du Livre, Paris 1923, (Digitalisat).
- Le Nil et la Civilisation égyptienne (= L’Évolution de l’humanité. Synthèse collective. Section 1, 7). La Renaissance du Livre, Paris 1926, (Digitalisat).